# Henney Kilowatt
Pour les articles homonymes, voir Heney.

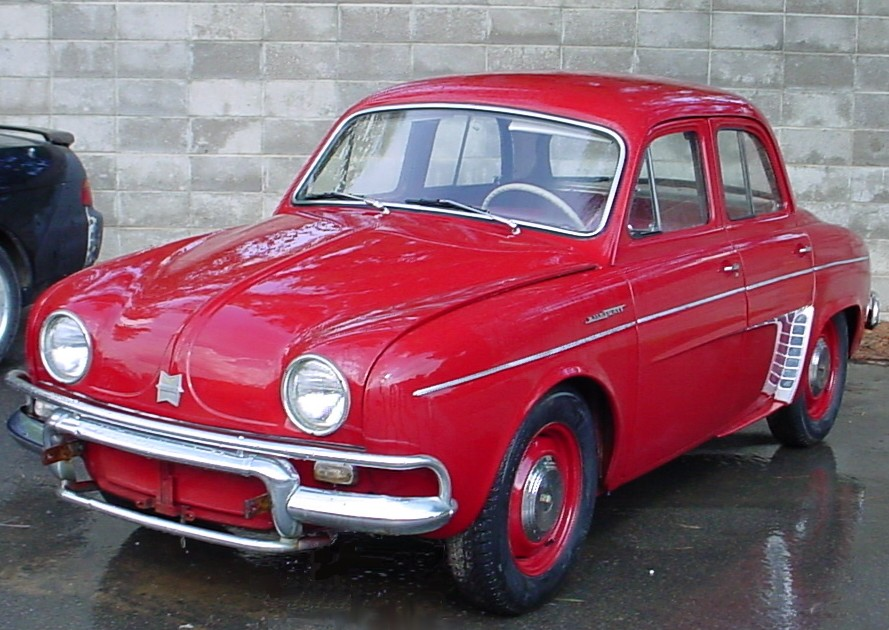
Une Henney Kilowatt

La Henney Kilowatt est une voiture électrique créée en 1959 aux États-Unis sur la base de châssis Renault Dauphine. Elle fut la première voiture électrique moderne, précurseur de véhicules électriques plus récents comme l'EV1 de General Motors. Elle utilisait un système de propulsion électrique comportant un moteur à balais General Electric et une commande électromécanique à base de relais et de résistances (et non électronique, comme il est souvent écrit).

## Financements
La Henney Kilowatt a été développée conjointement par les entreprises National Union Electric et Eureka Williams, qui ont ensuite fusionné en 1960 sous le nom de Eureka Williams avant d'être absorbées par Electrolux en 1974. Le projet avait été initié par les présidents des deux entreprises, B. L. England pour National Union Electric et C. Russell Feldman pour Eureka Williams.
Pour ce projet, ils firent appel aux services de Henney Motor. Cette dernière entreprise était en effet reconnue dans le monde de l'automobile, notamment pour ses relations avec Packard. De son côté, National Union Electric produisait des batteries et était naturellement intéressée par la possibilité de convertir l'industrie automobile des carburants fossiles à l'électricité.

## Développement
Le système de propulsion a été développé en collaboration avec Victor Wouk, alors ingénieur en génie électrique au California Institute of Technology (celui-ci est plus connu pour avoir ensuite participé au développement des véhicules hybrides). Pour le développement des systèmes électroniques, Wouk fit appel aux services de Lee Alvin DuBridge, alors président du CalTech, ainsi que de Linus Pauling (prix Nobel de chimie). Wouk mit notamment au point le système de contrôle de vitesse. Après avoir étudié la physique sous-tendant le système de propulsion, Pauling s'aperçut que les batteries classiques au plomb ne permettraient pas d'obtenir une puissance suffisante pour que les performances de la voiture puissent rivaliser avec celles des véhicules classiques. Il prédit avec raison que la vitesse de pointe limitée et la faible autonomie de la voiture ne lui permettraient pas de connaître le succès. En tant que défenseur actif d'une voiture écologique, Pauling préférait rendre celle-ci la plus pratique possible avant de la proposer au grand public. Il recommanda donc de mettre le projet en pause jusqu'à ce que des batteries plus efficaces soient disponibles commercialement. Néanmoins, le système de propulsion fut construit par Eureka Williams. Henney construisit le châssis et la voiture en elle-même à partir de composants mis au point pour l'occasion et d'autres achetés à Renault. De nombreuses parties de la voiture sont ainsi quasiment identiques à celles de la Renault Dauphine.

## Performances

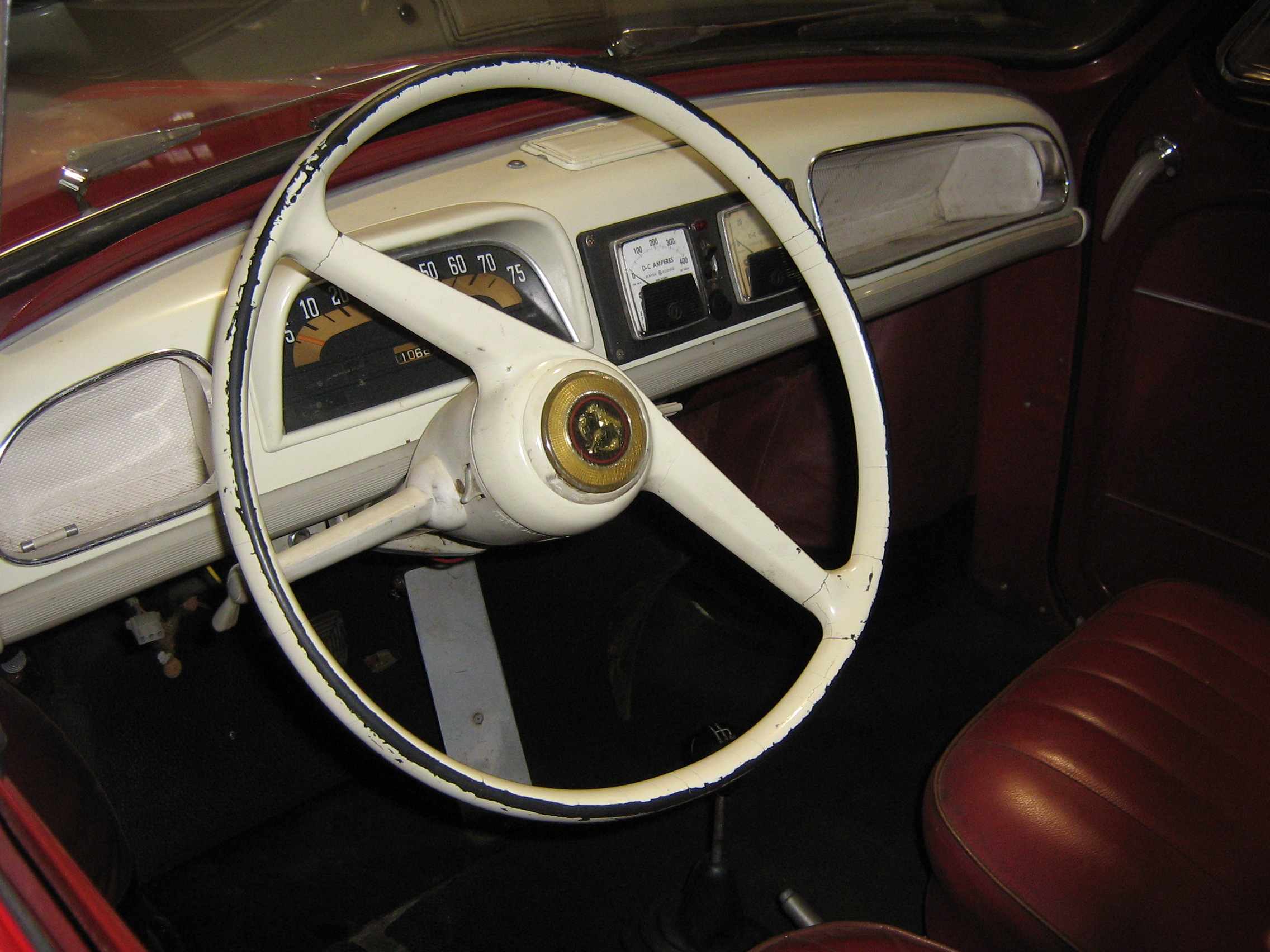
L'intérieur d'une Henney Kilowatt

Les modèles de 1959 utilisaient un système d'alimentation de 36 V constitué de 18 batteries 2 V. Ce système offrait une vitesse de pointe d'environ 60 km/h pour une autonomie d'environ 60 km. Après s'être rendu compte de l'inefficacité de ce système, Eureka Williams mit au point pour les modèles de 1960 un nouveau système d'alimentation de 72 V constitué de 12 batteries de 6 V. Ce nouveau système permettait alors une vitesse de pointe de 90 km/h pour une autonomie de 90 km.
Renault aurait vendu 100 châssis à Henney pour le projet Henney Kilowatt mais seules 47 voitures furent effectivement construites. Le 20 mars 1967, un article paru dans U.S. News & World Report annonçait que trente-cinq de ces voitures avaient été achetées par des producteurs d'électricité américains. Les archives de l'entreprise montrent que les voitures vendues appartenaient pour vingt-quatre d'entre elles au modèles 1959 et pour huit au modèles 1960. La date de production des quinze autres n'est pas claire, mais les archives montrent que certaines d'entre elles auraient été vendues comme modèles 1961 ou peut-être 1962. Sur les huit voitures appartenant aux modèles 1960, aucune ne fut vendue au grand public du fait des coûts de production important du système d'alimentation en 72 V, toutes furent vendues à des producteurs d'électricité qui avaient participé au financement de la Henney Kilowatt. L'entreprise continua à faire de la publicité pour la voiture en 1961 en espérant réunir suffisamment de commandes pour utiliser la totalité des 100 châssis commandés à Renault. Une version 84 V fut annoncée, sans que l'on sache si un seul exemplaire fut produit.
Les archives de Henney montrent que l'entreprise avait au départ acquis une licence auprès de Renault pour produire 100 véhicules électriques sur la base de la Dauphine. Cependant, Eureka Williams ne parvint pas à produire le système d'alimentation 72 V à un coût suffisamment bas pour atteindre un objectif de prix de vente de la voiture de 3 600 $. En conséquence, peu de Dauphine furent effectivement achevées et transformées en voitures électriques, et les châssis restant furent vendus à un concessionnaire de Floride.
Sur les trente-deux Henney Kilowatt présentes dans les archives, entre quatre et huit existeraient encore, dont au moins deux qui rouleraient occasionnellement.
Curieusement, la Dauphine Henney Kilowatt semble avoir influencé d'autres compagnies nord américaines. On dénombre en effet pas moins de 6 autres références à des Dauphines électriques réalisées entre 1966 et 2000, sans qu'aucune ne dépasse toutefois le stade de prototype ou d'exemplaire unique : la Dauphine BATTERY POWER Mars 1 (1966), la Dauphine YARDNEY (1967, avec de remarquables batteries Zinc Argent produites par la marque), la Dauphine "Electricar" construite spécialement sur commande du violoniste Jascha Heifetz, la Dauphine BELL LABS (1971), et enfin la Dauphine du canadien FEELGOOD Cars (2000).